# Efimerís ton Athinón

Efimerís ton Athinón (en grec moderne : Eφημερίς των Αθηνών, en français : Journal d'Athènes), est le premier journal publié à Athènes le 20 août 1824. Il est imprimé à Salamine où la presse est envoyée, par peur de l'invasion ottomane, qui se trouve dans le détroit d'Euripe. L'édition suivante sera imprimée normalement à Athènes le 6 septembre 1824, où l'atelier d'impression est alors installé. Depuis, 103 numéros paraissent la première année, jusqu'au 30 octobre 1825 et seulement 37 numéros la deuxième année jusqu'à la dernière parution qui cesse brutalement, le 15 avril 1826.
Le journal d'Athènes utilise le langage courant (le grec démotique) et les nouvelles martiales sont systématiquement publiées, comme tous les journaux traitant de la lutte grecque. Parallèlement à ces affaires courantes, il y a aussi des articles sur le système politique, les institutions et les lois, la presse, les médias et la politique. Mais ce qui distingue ce journal est la présentation de textes sur la poésie et la littérature. Le journal publie également des nouvelles de la société Filomousos d'Athènes, de la société philanthropique de Nauplie, la création de la Société philanthropique à Nauplie , des lettres d'intellectuels sur divers sujets et les nouvelles générales de l'étranger. Il convient de noter qu'il emploie la forme de langage, qui est la voix naturelle de la nation, c'est-à-dire le grec démotique.
Georgios Psyllas (el) était le directeur du journal. Le journal a été imprimé sur une presse donnée par l'envoyé de la société philhellénique de Londres, le cololonel Leicester Stanhope, à la communauté d'Athènes.

## Source
- (en) Cet article est partiellement ou en totalité issu de l’article de Wikipédia en anglais intitulé « Efimeris ton Athinon » (voir la liste des auteurs).